# The Path of Totality
The Path of Totality es el décimo álbum de la banda de metal alternativo Korn. Fue publicado el 6 de diciembre de 2011. Se lanzó una edición especial de un CD más un DVD con un tema extra y un concierto en vivo de la banda.
Cuenta con cuatro sencillos, el primero Get Up!, producido por Skrillex y lanzado en mayo de 2011, el segundo Narcissistic Cannibal, lanzado a mediados de octubre de 2011 bajo la producción de Skrillex , ambos lanzados en formato digital. El tercer sencillo Way Too Far, producido por 12th Planet junto a Flinch fue lanzado en marzo del 2012, como cuarto y último sencillo Chaos Lives in Everything, fue lanzado el mismo mes de marzo, este sencillo también fue producido por Skrillex.

## Producción
La producción de “The Path To Totality” corre a cargo de varios productores de dubstep, tales como Skrillex, Datsik, Flinch, Excision, Downlink, 12th Planet, Kill The Noise, Noisia, entre otros. Algunos de ellos, como Datsik o Excision, tienen fama y prestigio en las esferas del dubstep, por lo que se espera que sea muy bien recibido por los fanáticos de este estilo musical.
En un principio se esperaba que este proyecto no fuera más allá de un EP, mismo que se planeaba publicar en mayo, y que terminó por convencer a la banda de hacer un álbum de este género.
Según declaraciones del vocalista del grupo, Jonathan Davis, “el título del disco hace referencia al hecho de que para ver el sol en un eclipse total, debes estar en el lugar adecuado y en el momento adecuado. Así es como surgió este disco”.

## Lista de canciones
| Edición estándar |                                                         |                                                      |          |  |
| N.º              | Título                                                  | Productor(es)                                        | Duración |  |
| 1.               | «Chaos Lives in Everything (con Skrillex)»              | Skrillex, Jim Monti (add.)                           | 3:47     |  |
| 2.               | «Kill Mercy Within (con Noisia)»                        | Noisia, Jim Monti (co.)                              | 3:34     |  |
| 3.               | «My Wall (con Excision)»                                | Excision, Jim Monti                                  | 2:55     |  |
| 4.               | «Narcissistic Cannibal (con Skrillex & Kill the Noise)» | Skrillex, Jim Monti (add.), Kill the Noise           | 3:10     |  |
| 5.               | «Illuminati (con Excision & Downlink)»                  | Excision, Downlink, Jim Monti (co.)                  | 3:16     |  |
| 6.               | «Burn the Obedient (con Noisia)»                        | Noisia, Jim Monti (co.)                              | 2:38     |  |
| 7.               | «Sanctuary (con Downlink)»                              | Downlink, J Devil (co.), Jim Monti (co.)             | 3:24     |  |
| 8.               | «Let's Go (con Noisia)»                                 | Noisia, Jim Monti (co.)                              | 2:40     |  |
| 9.               | «Get Up! (con Skrillex)»                                | Skrillex, Jim Monti (co.)                            | 3:42     |  |
| 10.              | «Way Too Far (con 12th Planet & Flinch)»                | 12th Planet, Flinch, Downlink (co.), Jim Monti (co.) | 3:48     |  |
| 11.              | «Bleeding Out (con Feed Me)»                            | Feed Me, Jim Monti (co.)                             | 4:49     |  |
| 12.              | «Fuels the Comedy (con Kill the Noise)»                 | Kill the Noise, Jim Monti (co.)                      | 2:49     |  |
| 13.              | «Tension (con Excision, Datsik & Downlink)»             | Excision, Datsik, Downlink, Jim Monti (co.)          | 3:56     |  |
| 44:30            |                                                         |                                                      |          |  |

- (co.) Indica co-producción
- (add.) Indica producción adicional
- La edición especial del DVD contiene el concierto completo de Korn Live: The Encounter